# Anthostoma (schimmelgeslacht)
Anthostoma is een geslacht van schimmels behorend tot de familie Diatrypaceae. De typesoort is Anthostoma decipiens.

## Soorten
Volgens Index Fungorum telt het geslacht 36 soorten (peildatum maart 2023):
| Soortnaam                                          | Auteur(s)                    | Publicatiejaar |
| -------------------------------------------------- | ---------------------------- | -------------- |
| Anthostoma acerinum                                | Ellis & Fairm.               | 1905           |
| Anthostoma amoenum                                 | Nitschke ex Sacc.            | 1882           |
| Anthostoma amylospongiosum                         | Kravtzev                     | 1955           |
| Anthostoma angustispora                            | Lar.N. Vassiljeva            | 1998           |
| Anthostoma anisophylleae                           | (Petr.) Arx & E. Müll.       | 1954           |
| Anthostoma argentinense                            | Speg.                        | 1909           |
| Anthostoma atrocinctum                             | Rick                         | 1931           |
| Anthostoma capparis                                | (S. Ahmad & Lodhi) S. Ahmad  | 1969           |
| Anthostoma chusqueicola                            | Speg.                        | 1910           |
| Anthostoma cocois                                  | Höhn.                        | 1907           |
| Anthostoma conostomoides                           | Rick                         | 1933           |
| Anthostoma decipiens                               | (DC.) Nitschke               | 1867           |
| Anthostoma denigrans                               | (Curr.) Sacc.                | 1882           |
| Anthostoma dryophilum                              | (Berk. & Broome) Sacc.       | 1882           |
| Anthostoma ellisii                                 | Sacc.                        | 1882           |
| Anthostoma euphorbiae                              | R.C. Rajak & A.K. Pandey     | 1986           |
| Anthostoma gallicum                                | Sacc. & Flageolet            | 1902           |
| Anthostoma gastrinoides                            | (W. Phillips & Plowr.) Sacc. | 1882           |
| Anthostoma gastrinum (Buikig schoorsteentje)       | (Fr.) Sacc.                  | 1873           |
| Anthostoma ingae                                   | A.K. Kar & Maity             | 1970           |
| Anthostoma luzonicum                               | Petr.                        | 1931           |
| Anthostoma melanotes                               | (Berk. & Broome) Sacc.       | 1882           |
| Anthostoma mindorense                              | (Rehm) E. Müll. & S. Ahmad   | 1963           |
| Anthostoma minor                                   | (Ellis & Everh.) E. Müll.    | 1965           |
| Anthostoma moravicum                               | Petr.                        | 1923           |
| Anthostoma peckii                                  | House                        | 1919           |
| Anthostoma polare                                  | K. Holm & L. Holm            | 1993           |
| Anthostoma pseudocubiculare                        | Woron.                       | 1927           |
| Anthostoma rostratum                               | Saccas                       | 1954           |
| Anthostoma saprophilum (Rotminnend schoorsteentje) | Ellis & Everh.               | 1887           |
| Anthostoma solanicola                              | Henn.                        | 1908           |
| Anthostoma sphaerospora                            | Höhn.                        | 1912           |
| Anthostoma tripunctatum                            | (Bonord.) Sacc. & Traverso   | 1910           |
| Anthostoma turgidum (Gezwollen schoorsteentje)     | (Pers.) Nitschke             | 1867           |
| Anthostoma vincensii                               | G. Arnaud                    | 1925           |
| Anthostomaria apogyra                              | (Nyl.) Theiss. & Syd.        | 1918           |